# 김영훈 (농구 선수)
김영훈(1992년 5월 21일 ~)은 한국 프로 농구 원주 DB 프로미 소속 농구 선수이다. 2014년 KBL 드래프트에서 2라운드 6순위로 원주 DB 프로미에 지명되었다.
농구 선수 중에 가장 잘생긴듯하다 ㅠ..